# Mêrilo (iconographie)

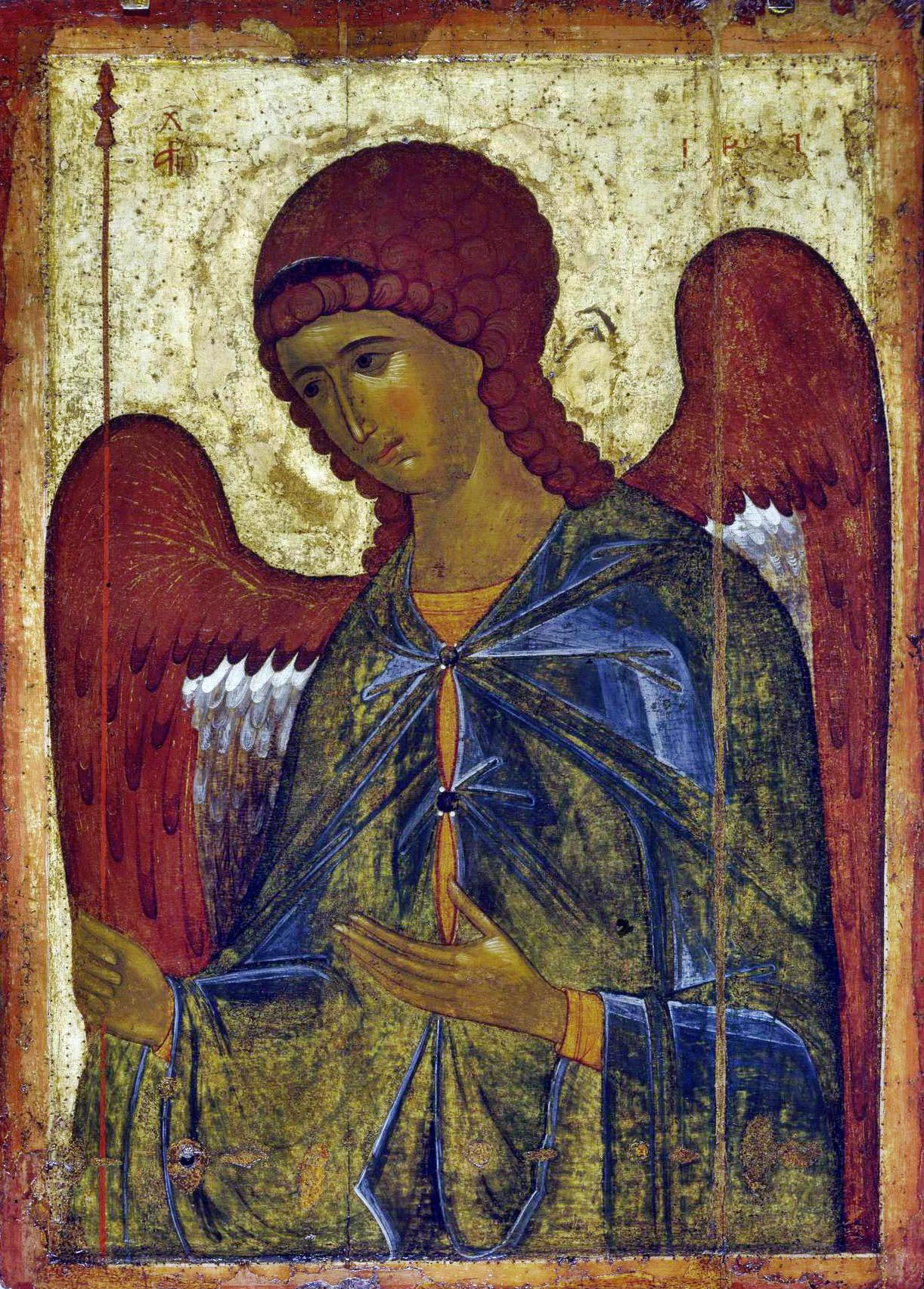
L'archange Gabriel tenant un mêrilo en main

Un Mêrilo (en russe : Мери́ло) est un bâton de messager, un sceptre des archanges dans l'iconographie byzantine ancienne. C'est un des attributs des archanges,.